# Premier League (cricket Bangladesh)
La Bangladesh Premier League (BPL) (In Lingua Bengalese:বাংলাদেশ প্রিমিয়ার লীগ) è una lega professionistica di cricket Twenty20 con sede in Bangladesh.

## Lista dei campioni
| Anno | Campione         | Seconda classificata | Partecipanti |
| 2012 | Dhaka Gladiators | Barisal Burners      | 6            |
| 2013 | Dhaka Gladiators | Chittagong Kings     | 7            |